# Аецій з Аміди
Аецій Амідійський, або Аецій з Аміди (греч. Αέτιος ο Αμιδηνός ; 502–572) — візантійський лікар.

## Біографія
Біографічних відомостей про Аеція збереглося небагато, здебільшого вони почерпнуті з його власної праці та з творів патріарха Фотія. Аецій навчався в Олександрії — тодішньому центрі наукового світу. За деякими відомостями був придворним лікарем імператора Юстиніана I і носив чин κόμης ὀψικίου.
Відомий як автор фундаментальної лікарської праці «Шістнадцять книг про медицину» (названого при одному з перших видань «Тетрабіблос» — «Четверокнижжя»). Більшість з 16 книг твору присвячені захворюванням певних органів або частин тіла, при цьому Аецій спочатку наводить інформацію про анатомію та фізіологію цих органів, потім описує симптоми та розвиток відповідних захворювань, після чого розповідає про методи їх лікування, як фармацевтичних, так і фізичних (ванни, гімнастика, раціон харчування). Перші дві книги є довідниками ліків (у тому числі лікарських рослин), остання, 16-та присвячена гінекології та акушерству, кулінарним рецептам, засобам для бальзамування. Також наводяться відомості (у різних книгах) про загальну хірургію, виготовлення протиотрути, косметичні засоби, кліматологію, людські темпераменти тощо. На думку сучасного вченого, опис очних хвороб у Аеція залишався найкращим аж до Епохи Просві́тництва.
Твір Аеція містить численні і часом великі цитати з грецьких і римських вчених, головним чином Архігена, Сорана, Галена і Орібазія. Відомості про жінку-лікаря Аспазію дійшли до нас тільки завдяки використанню Аецієм уривків з її праць.
Робота Аеція визнається одним із найважливіших підручників медицини для молодих візантійських лікарів, вона використовувалася пізнішими вченими (наприклад, Павлом Егінським).